# Trayce Jackson-Davis
Pour les articles homonymes, voir Jackson et Davis.
Trayce Jackson-Davis, né le  22 février 2000 à Greenwood dans l'Indiana, est un joueur américain de basket-ball évoluant au poste de pivot et mesurant 2,04 m.

## Biographie

### Carrière universitaire
Entre 2019 et 2023, il joue pour les Hoosiers de l'Indiana à l'université de l'Indiana à Bloomington.

### Carrière professionnelle
Lors de la draft 2023 de la NBA, il est choisi en 57e position par les Wizards de Washington puis envoyé aux Warriors de Golden State.
Début juillet 2023, il signe un contrat de quatre saisons dont deux garanties avec les Warriors.

## Palmarès

### Lycée
- McDonald's All-American en 2019
- Indiana Mr. Basketball en 2019

### Universitaire
- Consensus first-team All-American en 2023
- Third-team All-American – USBWA, NABC, SN en 2021
- Karl Malone Award en 2023
- First-team All-Big Ten en 2023
- First-team All-Big Ten – Media en 2021
- Second-team All-Big Ten en 2022
- Second-team All-Big Ten – Coaches en 2021
- Third-team All-Big Ten en 2020
- Big Ten All-Freshman Team en 2020
- 2× Big Ten All-Defensive Team en 2022 et 2023

## Statistiques

### Universitaires
| Saison    | Équipe   | Matchs | Titul. | Min./m | % Tir | % 3pts | % LF | Rbds/m. | Pass/m. | Int/m. | Ctr/m. | Pts/m. |
| --------- | -------- | ------ | ------ | ------ | ----- | ------ | ---- | ------- | ------- | ------ | ------ | ------ |
| 2019-2020 | Indiana  | 32     | 32     | 29,4   | 56,6  | 0,0    | 68,5 | 8,41    | 1,16    | 0,69   | 1,84   | 13,53  |
| 2020-2021 | Indiana  | 27     | 27     | 34,3   | 51,7  | 0,0    | 65,5 | 9,00    | 1,44    | 0,74   | 1,41   | 19,11  |
| 2021-2022 | Indiana  | 35     | 35     | 32,3   | 58,9  | 0,0    | 67,4 | 8,11    | 1,89    | 0,63   | 2,31   | 18,26  |
| 2022-2023 | Indiana  | 32     | 32     | 34,6   | 58,2  | 0,0    | 69,5 | 10,81   | 4,03    | 0,84   | 2,88   | 20,94  |
| Carrière  | Carrière | 126    | 126    | 32,6   | 56,6  | 0,0    | 67,6 | 9,06    | 2,15    | 0,72   | 2,14   | 17,92  |

## Records sur une rencontre en NBA
Les records personnels de Trayce Jackson-Davis en NBA sont les suivants, :
| Type de statistique        | Saison régulière | Saison régulière                  | Saison régulière |
| Type de statistique        | Record           | Adversaire                        | Date             |
| -------------------------- | ---------------- | --------------------------------- | ---------------- |
| Points                     | 20               | @ Rockets de Houston              | 4 avril 2024     |
| Paniers marqués            | 9                | 3 fois                            | 3 fois           |
| Paniers tentés             | 14               | Cavaliers de Cleveland            | 30 décembre 2024 |
| Paniers à 3 points réussis | -                | -                                 | -                |
| Paniers à 3 points tentés  | -                | -                                 | -                |
| Lancers francs réussis     | 4                | @ Nuggets de Denver               | 8 novembre 2023  |
| Lancers francs tentés      | 5                | 2 fois                            | 2 fois           |
| Rebonds offensifs          | 9                | @ Timberwolves du Minnesota       | 15 janvier 2025  |
| Rebonds défensifs          | 10               | 2 fois                            | 2 fois           |
| Rebonds totaux             | 16               | Cavaliers de Cleveland            | 30 décembre 2024 |
| Passes décisives           | 5                | Spurs de San Antonio              | 12 mars 2024     |
| Interceptions              | 1                | @ Cavaliers de Cleveland          | 5 novembre 2023  |
| Contres                    | 4                | @ Pelicans de La Nouvelle-Orléans | 30 octobre 2023  |
| Balles perdues             | 2                | 2 fois                            | 2 fois           |
| Minutes jouées             | 20               | @ Pelicans de La Nouvelle-Orléans | 30 octobre 2023  |

- Double-double : 3
- Triple-double : 0

Dernière mise à jour : 9 janvier 2025

## Vie privée
Trayce Jackson-Davis est le fils de Dale Davis, joueur professionnel de basket-ball ayant évolué en NBA dans les années 1990 et 2000.